# Joinvillea
Joinvillea je rod jednoděložných rostlin z čeledi Joinvilleaceae, řádu lipnicotvaré (Poales). Čeleď Joinvilleaceae obsahuje pouze jediný rod Joinvillea. Ve starších taxonomických systémech sem byly někdy řazen do čeledi Flagellariaceae.

## Popis
Jsou to celkem robustní vytrvalé byliny s oddenky připomínající rákos, mohou dosahovat až 5 m výšky. Listy jsou jednoduché, střídavé, přisedlé, dvouřadě uspořádané, s listovými pochvami, jsou dosti velké, někdy dosahují až 1 metru. Čepel je čárkovitá až kopinatá, celokrajná, žilnatina je souběžná až dlanitá. Jsou to jednodomé rostliny s oboupohlavnými květy. Květy jsou malé, uspořádány v květenstvích, v latách, nikoliv v kláscích. Okvětních lístků je 6, jsou volné nebo srostlé, zelenavé až krémové barvy. Tyčinek je 6, jsou volné. Gyneceum je srostlé ze 3 plodolistů, je synkarpní, semeník je svrchní. Plodem je peckovice žluté, červené nebo černé barvy.

## Rozšíření ve světě
Jsou známy 4 druhy, které jsou rozšířeny v tropech jihovýchodní Asie a na ostrovech v Tichém oceánu.